# 노던 블롯

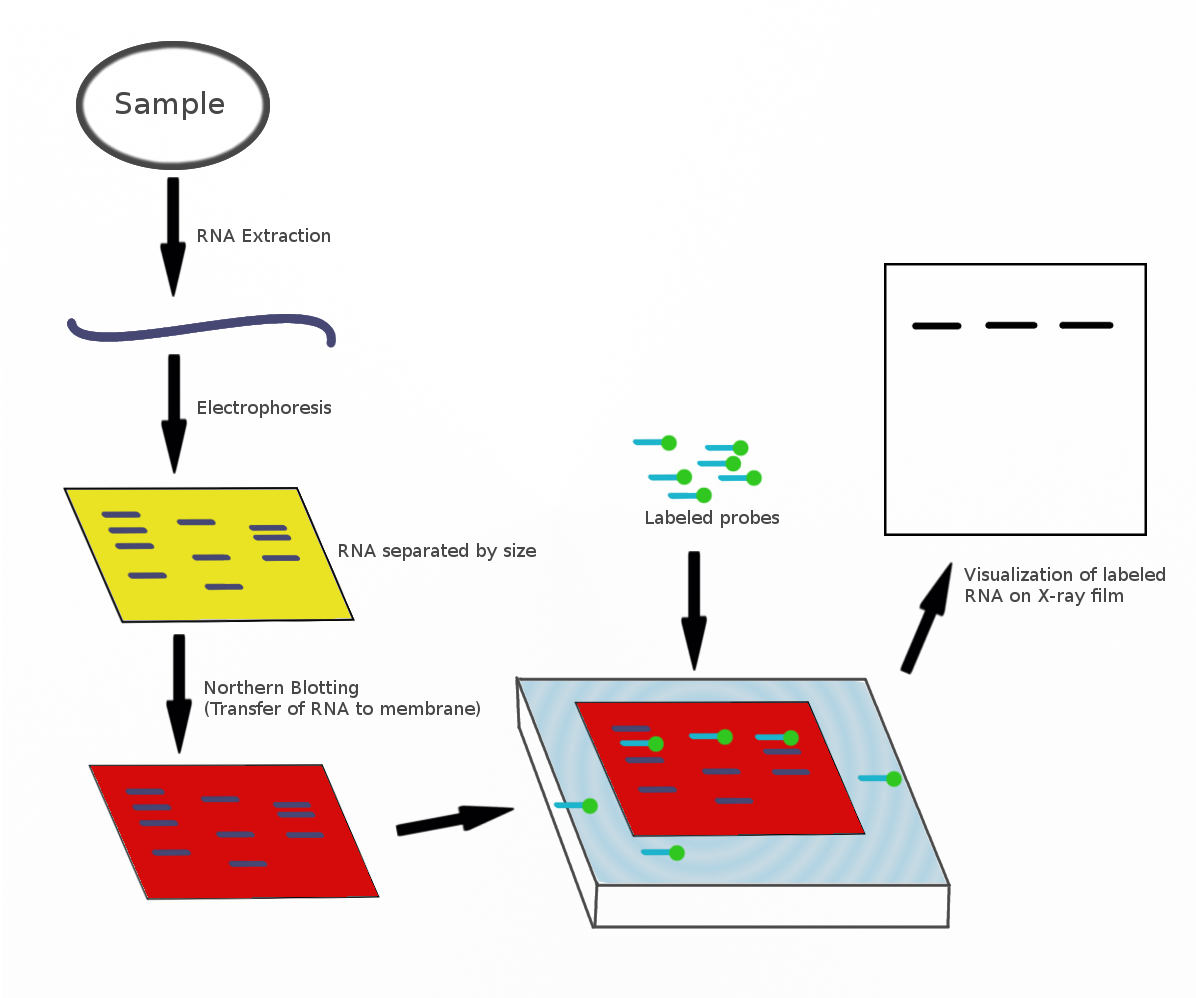
노던 블롯을 이용한 RNA 검출의 흐름도

노던 블롯(영어: northern blot) 또는 RNA 블롯(영어: RNA blot), northern blot)은 분자생물학 연구에서 샘플의 RNA(또는 분리된 전령 RNA)를 검출하여 유전자 발현을 연구하는 데 사용되는 기술이다.
노던 블롯을 이용하면 분화 및 형태형성 뿐만 아니라 비정상적인 상태에서 특정 유전자 발현 속도를 결정함으로써 구조 및 기능에 대한 세포 제어를 관찰 할 수 있다. 노던 블롯은 크기에 의해 RNA 샘플을 분리하기 위해 전기영동을 사용하고, 일부 또는 전체 표적 서열에 상보적인 혼성화 탐침을 이용한 검출을 포함한다. 노던 블롯은 실제로 전기영동 젤로부터 블롯팅 막으로 RNA의 모세관 전달을 지칭한다. 노던 블롯 기법은 1977년 James Alwine, David Kemp, George Stark에 의해 개발되었으며,  Gerhard Heinrich의 도움을 받았다. 노던 블롯은 생물학자 Edwin Southern의 이름을 딴 최초의 블롯팅 기법인 서던 블랏과 유사하다. 주요 차이점은 노던 블롯은 RNA를 분석한다는 점에서 다르다.

## 순서
일반적인 블롯팅 절차는 균질화 된 조직 샘플 또는 세포에서 총 RNA를 추출하는 것으로 시작한다. 이어서, 진핵 전령 RNA는 올리고 셀룰로스(dT) 크로마토그래피를 사용하여 단리되어 폴리 A 꼬리를 갖는 RNA만을 분리 할 수 있다. RNA 샘플은 젤 전기영동에 의해 분리된다. 젤은 깨지기 쉽고 탐침이 매트릭스에 들어갈 수 없기 때문에 크기로 분리된 RNA 샘플은 모세관 또는 진공 블롯팅 시스템을 통해 나일론 막으로 옮겨진다. 

전기 영동 젤에서 블롯팅 막으로 RNA를 전달하기 위한 모세관 블롯팅 시스템

음전하를 띤 핵산은 친화력이 높기 때문에 양전하를 갖는 나일론 막이 노던 블롯에 사용하기에 가장 적합하다. 블롯팅에 사용되는 전이 완충액은 일반적으로 포름아마이드를 함유하는데, 이는 탐침-RNA 상호 작용의 용융 온도를 낮추어 고온에 대한 필요성을 제거하여 RNA 분해를 유발할 수 있기 때문이다. RNA가 막으로 이동되면, UV광 또는 열에 의해 막에 공유 결합을 통해 고정화된다. 탐침이 표지된 후, 막상의 RNA에 혼성화된다. 혼성화의 효율 및 특이성에 영향을 줄 수 있는 조건은 이온 강도, 점도, 이중 길이, 불일치 염기쌍 및 염기 조성을 포함한다. 그 후 혼성화 신호는 엑스선 필름에 의해 검출되고, 밀도 측정에 의해 정량화된다. 노던 블롯에서 비교를 위한 대조군을 생성하기 위해, 관심있는 유전자 생성물을 나타내지 않는 샘플은 마이크로어레이 또는 역전사 중합효소 연쇄반응에 의한 결정 후에 사용한다. 

### 젤

RNA는 폼알데하이드 아가로스 젤상에서 작동하여 28S(상부 밴드) 및 18S(하부 밴드) 리보솜 서브 유닛을 강조한다.

RNA 샘플은 2차 구조를 제한하기 위해 RNA의 변성제로서 폼알데하이드를 함유하는 아가로스 젤상에서 가장 분리한다. 젤을 브로민화 에티듐(EtBr)로 염색하고 UV 광에서 관찰하여 블롯 전에 RNA의 품질 및 양을 관찰한다. 요소를 사용한 폴리아크릴아마이드 젤 전기 영동은 RNA 분리에도 사용될 수 있지만 단편화 된 RNA 또는 마이크로 RNA에 가장 사용한다. RNA 사다리는 전기영동 젤상에서 샘플과 함께 작동하여 수득된 단편의 크기를 관찰하지만, 총 RNA 샘플에서 리보솜 서브 유닛은 크기 마커로서 작용한다. 큰 리보솜 소단위체는 28S(약 5kb)이고 작은 리보솜 소단위체는 18S(약 2kb)이기 때문에 2개의 현저한 밴드가 젤 상에 나타난다. 이는 작은 강도(intensity)의 2배에 가깝다.

### 탐침
노던 블롯을 위한 탐침은 관심 RNA의 전부 또는 일부에 상보적인 서열을 갖는 핵산으로 구성되며, 이들은 표적 서열에 대해 최소 25개의 상보적 염기를 갖는 DNA, RNA, 올리고 뉴클레오타이드일 수 있다. 시험관 내에서 전사된 RNA 탐침(리보 탐침)은 배경 소음의 일부를 방지하는, 보다 엄격한 세척 단계를 견딜 수 있다. 일반적으로 cDNA는 표지된 프라이머로 생성되어 관심있는 RNA 서열이 노던 블롯에서 탐침 역할을 한다.  탐침은 방사성 동위원소(32P), 알칼리성 인산염, 겨자무 과산화효소(HRP)가 화학적 발광 기판을 분해하여 빛의 검출 가능한 방출을 생성하는 화학적 발광으로 라벨을 표시해야 한다.

## 응용
노던 블롯을 통해 조직, 기관, 발달 단계, 환경 스트레스 수준, 병원체 감염 및 치료 과정 간의 특정 유전자 발현 패턴을 관찰 할 수 있다. 이 기술은 정상적인 조직과 비교할 때, 암 세포에서 종양 유전자의 과발현과 종양 억제 유전자의 하향 조절을 보여주기 위해 사용되었다.  노던 블롯에서 풍부한 전령 RNA에 의해 상향 조절된 유전자가 관찰되면, 그 유전자가 연구자에게 알려 졌는지 또는 새로운 발견인지를 결정하기 위해 샘플을 시퀀싱 할 수 있다. 주어진 조건에서 얻은 발현 패턴은 해당 유전자의 기능에 대한 통찰력을 제공 할 수 있다. RNA는 크기별로 먼저 분리되기 때문에 하나의 탐침 유형만 사용하면 막의 각 밴드 수준에서 분산이 제품의 크기에 대한 통찰력을 제공하여 동일한 유전자 또는 반복적인 서열 모티프의 대체 스플라이싱을 제안할 수 있다. 또한 유전자 산물의 크기 변화는 전사체 처리에서 결실 또는 오류를 나타낼 수 있다. 공지된 서열을 따라 사용된 탐침 표적을 변경함으로써, RNA의 어느 영역이 누락되었는지를 결정할 수 있다.

## 장점과 단점
유전자 발현의 분석은 역전사 중합효소 연쇄반응, RNA 분해 효소 보호 분석, 마이크로어레이, RNA-Seq, 유전자 발현의 일련 분석(SAGE), 노던 블롯을 포함한 여러 가지 다른 방법으로 수행할 수 있다. 일반적으로 마이크로어레이가 사용되며, 노던 블롯에서 얻은 데이터와 일치한다. 그러나 때때로 노던 블롯은 마이크로어레이가 할 수 없는 유전자 발현의 작은 변화를 감지한다. 마이크로어레이가 노던 블롯에 비해 갖는 이점은 한 번에 수천 개의 유전자를 시각화 할 수 있고, 노던 블롯은 일반적으로 하나 또는 적은 수의 유전자를 보고 있다는 것이다.
노던 블롯의 문제는 종종 유리 제품의 적절한 멸균, 디에털피로 탄산염(DEPC)과 같은 RNA 분해 효소 억제제의 사용으로 피할 수 있는 RNA 분해 효소(샘플에 내인성 및 환경 오염을 통해)에 의한 샘플 분해이다. 폼알데하이드, 방사성 물질, 브로민화 에티듐, DEPC 및 UV 광선은 특정 노출에서 모두 유해하기 때문에 대부분의 노던 블롯에 사용된 화학 물질은 연구자에게 위험할 수 있다. 역전사 중합효소 연쇄반응에 비해 노던 블롯은 감도가 낮지만 특이성이 높기 때문에, 오탐지 결과를 줄이는 데 중요하다. 
노던 블롯의 장점에는 RNA 크기 감지, 대체 스플라이싱 관찰, 부분 상동성을 갖는 탐침 사용, 블롯팅 전에 젤에서 RNA의 품질 및 수량을 측정할 수 있으며, 블랏팅 후 몇 년 동안 막을 저장할 수 있다.

## 역노던 블롯
연구원들은 역 노던 블롯(reverse north blot)으로 알려진 다양한 변형을 사용한다. 이 절차에서, 막에 부착된 기질 핵산은 분리된 DNA 단편의 집합이며, 탐침은 조직에서 추출되어 방사성 물질로 표지된 RNA이다. 1990년대 후반과 2000년대 초에 널리 사용된 DNA 마이크로어레이의 사용은 기질에 부착된 분리된 DNA 단편의 사용 및 세포 RNA로 만들어진 탐침과의 혼성화를 포함한다는 점에서 역절차와 더 유사하다. 따라서 역절차는 원래 드물었지만, 노던 블롯 분석이 유전자 발현 프로파일링으로 진화 할 수 있게 했으며, 유기체에서 많은 유전자가 발현을 모니터링 할 수 있다. 

## 같이 보기
- 웨스턴 블롯
- 이스턴 블롯
- 노스-이스턴 블롯
- 파-이스턴 블롯
- 파-웨스턴 블롯
- 등차적 표현 행동